# ونبای
ونبای (به انگلیسی: Whenby) یک روستا و محله مدنی در بریتانیا است که در همبلتون واقع شده‌است. ونبای ۲۲۲ نفر جمعیت دارد.